# غريغوري كلارك (أستاذ جامعي)
غريغوري كلارك (بالإنجليزية: Gregory Clark)‏ هو اقتصادي بريطاني، ولد في 19 سبتمبر 1957 في بلزهيل ‏ في المملكة المتحدة.